# Circunvalación (Metro de Lima y Callao)
Circunvalación es la decimoctava estación actualmente en construcción de la línea 2 del Metro de Lima y Callao. Será construida de manera subterránea en el distrito de San Luis. Se tiene previsto su inauguración general en 2026.
En enero de 2022, culminó el primer tramo de los trabajos de perforación de la tuneladora ‘Delia’, desde la estación San Juan de Dios hasta la estación Circunvalación. En abril de 2024, se informó que las obras civiles de la estación tiene un avance de 90%. En septiembre de 2024, se informó que las obras civiles de la estación se encontraba culminada 
Estará ubicada en la avenida Nicolás Ayllón entre las calles 6 de Noviembre y Manuel Echeandía, cerca del cruce con Circunvalación.